# Hideo Madarame
Hideo Madarame (班目 秀雄, Madarame Hideo, Shirakawa, 12 de janeiro de 1944) é um ex-ciclista olímpico japonês.
Madarame representou seu país nos Jogos Olímpicos de Verão de 1964 e serviu como treinador para a equipe de ciclismo nacional nos Jogos Olímpicos de Verão de 2004, assim como o treinador para a equipe de ciclismo nacional nos Jogos Paralímpicos de Verão de 2008.
De 1967 à 1996, ele foi um atleta profissional do ciclismo keirin, com um total de 24 campeonatos e 440 vitórias em sua carreira.